# كارل لوتز
كارل لوتز (بالألمانية: Karl Lutz)‏ (مواليد 23 فبراير 1914) هو ملاكم نمساوي، مثّل بلاده في الألعاب الأولمبية الصيفية 1936.

## روابط خارجية
كارل لوتز على موقع أوليمبيديا (الإنجليزية)